# Гейбиева, Галина Геннадьевна
Галина Геннадьевна Гейбиева (27 сентября 2001, Москва, Россия) — российская футболистка, полузащитница клуба «Енисей».

## Биография
Галина родилась в Москве. В 2007 году, когда ей было 6 лет, её двоих братьев и сестру забрали в приют, после чего были переданы на попечение «Государственное Образовательное Учреждение Санаторный детский дом для детей-сирот и детей, оставшихся без попечения родителей, № 23». В 2011 году их перенаправили в «Санаторный Детский дом для детей-сирот и детей, оставшихся без попечения родителей, № 17». После чего, детский дом переименовали в: "Центр Содействия Семейному Воспитанию «Гармония». Вскоре, в 2017 году, «Гармонию» закрыли и они были перенаправлены в ЦССВ «Возрождение», в настоящее время ГБУ ЦССВ «Вертикаль». По стечению обстоятельств в июне 2018 года — потеряла мать, в январе 2022 года — потеряла отца 4.
У Галины 4 старших брата (Андрей, Дмитрий, Владимир, Константин) и две младшие сестры (Наталья, Виктория). Самая младшая сестра находится на попечении у иностранных граждан, местоположение — неизвестно 4.
Начала заниматься футболом в 15 лет. Первый тренер — Козлов Вадим Сергеевич. Выступала на позициях: крайний полузащитник, центральный полузащитник.
Выступала за ЖФК «Строгино» (Москва). В составе столичного клуба выигрывала чемпионат Москвы, а также чемпионат России среди девушек в Первой лиге 2021 года.
С января 2022 года — игрок Молодёжного состава московского «Динамо». 4 июня 2022 года забила свой первый гол за «Динамо» в официальных матчах Молодёжного первенства — в ворота ЖФК «Ростов» (4:0). В июле 2022 года была признана болельщиками «Динамо» игроком месяца: в июле Гейбиева приняла участие в пяти матчах, в которых забила один мяч и сделала одну голевую передачу. Её мяч в ворота ЦСКА (1:0) после сольного прохода был также выбран болельщиками лучшим голом «Динамо» в июле.
В составе «Динамо» стала серебряным призёром Молодёжного первенства 2022 года.
Первый матч за основную команду «Динамо» в Суперлиге провела 25 марта 2023 года против «Рязани-ВДВ». Первый гол забила в матче 4 июня против ЦСКА. В феврале 2025 года перешла в красноярский «Енисей» на правах аренды.